# Nationalt traume
 For alternative betydninger, se Traume. (Se også artikler, som begynder med Traume)
Nationalt traume er en krise eller tragedie som påvirker et lands forestillinger igennem længere tid.
Et nationalt traume kan forekomme ved en begivenhed, hvor mange med tilknytning til et land bliver dræbt eller hvis der sker en helt uventet særlig tragisk hændelse. 
Efter begivenheden ser man ofte forestillingen om at "sådan noget sker ikke her".
I for eksempel Sverige nævnes Estonias skibskatastrofe i 1994, tsunamikatastrofen efter jordskælvet i Det Indiske Ocean 2004, Palmemordet i 1986 og mordet på Anna Lindh i 2003 ofte som nationale traumaer.
I Danmark nævnes tabet af Sønderjylland i 1864, tabet af flåden i 1807, afståelsen af Norge i 1814, samt besættelsen 9. april 1940 som et nationalt traume.
I andre lande er det mere fjerne begivenheder, der er nationale traumer - i Serbien begrædes således Slaget på Solsortesletten i 1389.